# Astragalus kubensis
Astragalus kubensis es una especie de planta del género Astragalus, de la familia de las leguminosas, orden Fabales.

## Distribución
Astragalus kubensis se distribuye por Azerbaiyán.

## Taxonomía
Fue descrita científicamente por Grossh. Fue publicada en Trud. Azerb. Otdyel.Zakavk. Fil. Akad. Nauk SSSR, Sect. Bot. i. 53 (1933).